# Freisingi Püspökség
A Freisingi Püspökség (németül: Hochstift Freising) egy történelmi állam volt, mely 1294 és 1802 között állt fenn. A Német-római Birodalom hűbéres állama volt, a Bajor körzethez tartozott.

## Területe

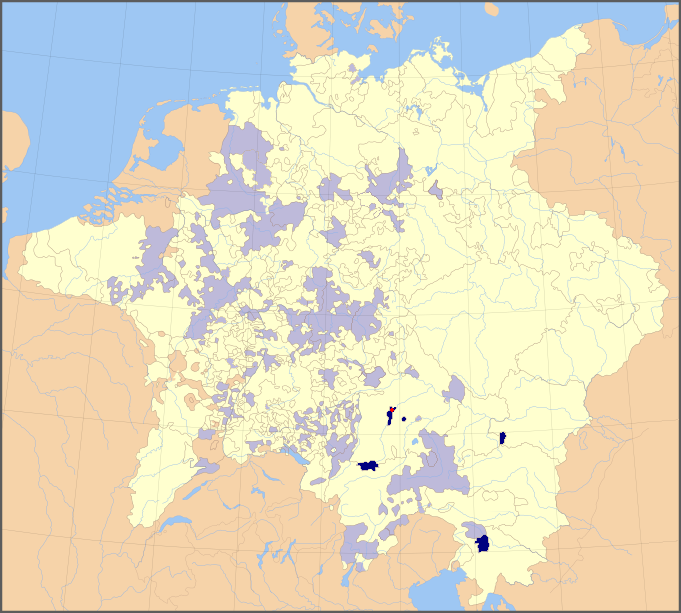
A püspökség területe (sötétkékkel) 1800 körül.

A Freisingi Püspökség területe földrajzilag nem volt egységes, hanem egymással nem határos földekből állt.
Ezek közül a legjelentősebbek rendelkeztek a birodalmon belüli legnagyobb függetlenséggel (Reichsunmittelbarkeit), azaz itt uruk közvetlenül a császár hűbérese volt. Ezek a területek a következők voltak:
- Freising városa, Münchentől mintegy 35 kilométerre északra. Ez volt a püspöki székhely.
- Ismaningi Grófság, Ismaning és környéke az Isar partján.
- Iseni Apátáság, Isen és környéke.
- Werdenfelsi Grófság, Garmisch, Partenkirchen és Mittenwald között fekvő terület.

Ezen kívül számos függő birtoka is volt a püspöknek:
- Entersdorf, Hollenburg, Ulmerfeld és Waidhofen, a Alsó-Ausztria területén,
- Wölz, Stájerország területén,
- Innichen, Dél-Tirolban,
- Bischoflack és Klingenfels, Krajna területén,
- Cadorei Grófság, az Aquileiai patriarkátus területén,

valamint számtalan kisebb birtok Bajorországban.

## Története
739-ben alapított Freisingban egyházmegyét Szent Bonifác. A püspökség első birtokát Atto püspök vásárolta Innichenben, hogy bencés apátságot alapítson. Később II. Ottó és II. Henrik császár is nagyobb birtokokat adományozott a püspöknek.
1294-ben Adolf német király idején nyert hercegi rangot a püspök, s ezzel a püspökség a Német-római Birodalom államává vált. Az első hercegpüspök Emicho volt, ő használta egyébként elsőként címerében a koronát viselő etiópot („caput aethiopis“), mely később Freising jelképévé vált.
A folyamatos gyarapodás ellenére a birtokok széttagoltsága megmaradt, a püspök pedig nem tudott igazán jelentős világi hatalomra szert tenni. Egyházmegyéje ezzel szemben sokkal nagyobb területet ölelt fel, ugyanis Bajorország nagy része, így a Bajor Hercegség területe is hozzá tartozott. Az uralkodó Wittelsbach-ház ezért több alkalommal is igyekezett szembeszállni a püspökkel, s uradalmait megszerezni. Freisnig azonban annak ellenére megőrizte önállóságát, hogy a nyomásnak engedve több alkalommal is Wittelsbach-házi püspököt választott a káptalan.
A püspökség fénykorát a 18. század elején, Johann Franz Ecker von Kapfing und Liechtenech uralkodása alatt élte. Ő alapította az első gimnáziumot, átépítette és felújította a székesegyházat. Ő bízta meg Karl Meichelbeck bencés szerzetest az egyházmegye krónikájának, a Historia frisingensisnek megírásával, amit az egyik első hiteles történelmi kutatásnak tekintenek Németországban.
A Freisingi Püspökség végét a francia forradalmat követő szekularizációs hullám jelentette. 1802 novemberében veszítette el területeit. Birtokai nagy részét a Bajor Választófejedelemség, kisebb ausztriai és krajnai birtokait pedig az Osztrák Főhercegség annektálta.
Egyházmegyeként 1821-ben újraszervezték: a püspöki székhelyet Münchenbe helyezték át, és érseki rangra emelték, megalapítva ezzel a München-Freisingi főegyházmegyét.

## Freising hercegpüspökei
- Emicho, von Kyrburg, vadgróf (1294-1311)
- Gottfried, von Hexenagger (1311-1314)
- III. Konrád, Sentlinger (1314-1322)
- I. János, Wulfing (1323-1324)
- IV. Konrád, von Klingenberg (1324-1340)
- II. János, Hake (1340-1349)
- II. Albert, von Hohenberg, gróf, konstanzi püspök (1349-1359)
- Pál, von Jägerndorf (1359-1377)
- Lipót, von Sturmberg (1377-1381)
- Bertold, von Wehingen (1381-1410)
- V. Konrád, von Hebenstreit (1411-1412)
- Hermann, von Cilli (Cillei) (1412–1421)
- Nicodemus, von Scala (1421–1443)
- Sixtus, von Tannberg (1474–1495)
- Pfalzi Ruprecht (1495–1498)
- Pfalzi Fülöp, naumburgi püspök (1499–1541)
- Henrik, pfalzi palotagróf, wormsi püspök (1541–1552)
- Leo Lösch, von Hilkershausen (1552–1559)
- Móric, von Sandizell (1559–1566)
- Jenő, bajor herceg, kölni érsek és választófejedelem, hildesheimi, lüttichi és münsteri püspök (1566–1612)
- Albert Zsigmond, bajor herceg, regensburgi püspök (1651–1685)
- József Kelemen, bajor herceg, kölni érsek és választófejedelem, regensburgi püspök (1685–1694)
- János Ferenc, von Eckher, báró (1695-1727)
- János Tivadar, bajor herceg, bíboros, regensburgi és lüttichi püspök (1727–1763)
- Kelemen Vencel, szász herceg, regensburgi püspök(1763–1768)
- József Konrád, von Schroffenberg, báró, regensburgi püspök (1790–1803)

## Fordítás
- Ez a szócikk részben vagy egészben  a   Hochstift Freising című német Wikipédia-szócikk fordításán alapul.  Az eredeti cikk szerkesztőit annak laptörténete sorolja fel. Ez a jelzés csupán a megfogalmazás eredetét és a szerzői jogokat jelzi, nem szolgál a cikkben szereplő információk forrásmegjelöléseként.